# DN15F
De DN15F (Drum Național 15F of Nationale weg 15F) is een weg in Roemenië. Hij loopt van Săcălușești via Agapia naar het Klooster van Agapia. De weg is 6,9 kilometer lang. 